# ФК Киштекст
ФК Киштекст (мађ. Kispesti Textilgyár Részvénytársaság Sportegyesülete) је угашени мађарски фудбалски клуб. Налазио се у XIX будимпештанском округу, Ракошпалота. Тим је учествовао у НБ I једном у сезони 1948/49. Од некадашњег клуба остала је само мушка одбојкашка екипа која се такмичи у одбојкашкој елитној у НБI.

## Историја
Киштекс је у мађарскоја првој лиги дебитовао у сезони 1948/49,  завршио на петнаестом месту и испао из прволигапког такмичења.

## Промена имена
- 1929–1939: Кишпешт Текстилђар −
- 1939: спојио се са Кебања ФК − 
- 1940–?: Киштекст ФК − (KISTEXT FC)
- ?-1951: Киштекст ШЕ −
- 1951–1956: Вереш Лобого Киштекст ШК − (Vörös Lobogó KISTEXT SK)
- 1957–: Киштекст ШЕ −